# Венетоклакс
Венетоклакс, який продається під торговими марками Venclexta та Venclyxto – це препарат, що використовується для лікування хронічного лімфолейкозу (ХЛЛ), дрібноцитарної лімфоми (ДЛЛ), або гострого мієлоїдного лейкозу (ГМЛ). Його приймають перорально. Препарат може застосовуватися самостійно, або у поєднанні з іншими ліками.
До поширених побічних ефектів належать: лейкопенія (низький рівень лейкоцитів у крові), анемія (низький рівень еритроцитів), гіперкаліємія (високий рівень калію), діарея, нудота, респіраторні інфекції та підвищена втомлюваність. В переліку серйозних побічних ефектів: сепсис, гіпокаліємія (низький рівень калію), синдром лізису пухлини та кровотечі. Відомо про взаємодію препарату зі звіробоєм звичайним. Він діє, приєднуючись до білка Bcl-2, блокуючи його активність, що призводить до загибелі ракових клітин.
2016-го року, венетоклакс був схвалений для застосування у медичній практиці в Європі та Сполучених Штатах. У Сполученому Королівстві 112 таблеток по 100 мг коштують NHS близько 4800 фунтів стерлінгів. Станом на 2021, такий набір у Сполучених Штатах обійдеться у приблизно 12 600 доларів США.